# 奥菲莉娅 (油画)
奥菲莉娅（Ophelia）是英国画家約翰·艾佛雷特·米萊（John Everett Millais
）于1851～1852年绘制的布面油画，為米莱個人以及前拉斐尔派的经典作品，现藏于伦敦泰特美术馆，是镇馆之宝之一。
畫作取材自威廉·莎士比亚《哈姆雷特》劇中角色奥菲莉娅，描繪其落水的场景。奥菲莉娅被哈姆雷特拒绝，父亲波洛涅斯又被刺死，双重打击之下精神失常，甚至失足落水而溺毙。
畫作的风景部分写生自英格兰东南部萨里郡霍格米尔河畔，人物部分則於伦敦高爾街的工作室中完成，以藝術家Elizabeth Siddal為模特兒。